# فور ذا ريكورد (كتاب)
نص علوي
فور ذا ريكورد هي مُذكرات كتبها رئيس الوزراء البريطاني السابق ديفيد كاميرون نشرها ويليام كولينز وهي نسخة من هاربر كولينز المملكة المتحدة في 19 سبتمبر 2019. إنه يعطي نظرة ثاقبة لحياته في 10 داوننغ ستريت، بالإضافة إلى تفسيرات داخلية للقرارات التي اتخذتها حكومته.

## التاريخ
أفيد أن كاميرون وقع عقدًا بقيمة 800 ألف جنيه إسترليني مع شركة هاربر كولينز في عام 2016 من أجل حقوق نشر رواية صريح عن الفترة التي قضاها في داوننغ ستريت .  كان من المُقرر في البداية إصدار السيرة الذاتية في عام 2018 ولكن أُجل حتى لا يُنظر إلى كاميرون على أنه "سائق المقعد الخلفي" في تعامل تيريزا ماي مع خروج بريطانيا من الاتحاد الأوروبي. في أبريل 2017 كشف كاميرون أنه اشترى سقيفة حديقة مصممة بقيمة 25000 جنيه إسترليني للكتابة فيها. نُشر الكتاب في سبتمبر 2019 قبل وقت قصير من انعقاد مؤتمر حزب المحافظين. 

## الملخص
قال كاميرون إن هدفه من تأليف الكتاب هو تصحيح السجل حيث يعتقد أنه خاطئ.  ويغطي قراره بالدعوة إلى استفتاء عام 2016 على عضوية المملكة المتحدة في الاتحاد الأوروبي ونتائجه، مما دفعه إلى الاستقالة من منصب رئيس الوزراء ومنصب النائب عن ويتني بعد شهرين. ويصف أيضًا استفتاء استقلال اسكتلندا وإصلاحاته في الاقتصاد والرعاية الاجتماعية والتعليم. يذكر سياسته الخارجية المثيرة للجدل، وكذلك تشريع زواج المثليين في عام 2013 في ظل حكومته.
يتناول الكتاب آثار الصرع الشديد والشلل الدماغي التي عاني منها ابن كاميرون إيفان الذي توفي فس سن السادسة. من أجل السجل هو مخصص لزوجة كاميرون سامانثا .
قالت نظرة عامة لوليام كولينز إن كاميرون يقدم "لأول مرة وجهة نظره بشأن استفتاء الاتحاد الأوروبي ووجهات نظره حول مستقبل مكانة بريطانيا في العالم في ضوء خروج بريطانيا من الاتحاد الأوروبي". 

## النشر
تمت مُقابلة كاميرون بواسطة مقدم برنامج الأخبار في العاشرة توم برادبي في مقابلة كاميرون في 16 سبتمبر.  وقالت قناة آي تي في إن المقابلة شاهدها ما معدله 3 ملايين مشاهد. نُشرت مقتطفات من فور ذا ريكورد في صحيفة ذا تايمز في الأسبوع الذي سبق إصدار الكتاب أصبحت مقابلة كاميرون هي الأخيرة لمقدم برنامج بي بي سي 4 تزداي المنتهية ولايته جون همفريز. 
نُشر فور ذا ريكورد في المملكة المتحدة في 19 سبتمبر 2019، وكتبت مجلة بائع الكتب أن جميع أرباح المؤلف من الكتاب البالغة 25 جنيهًا إسترلينيًا  ستذهب إلى الأعمال الخيرية. نُشر في الولايات المتحدة في 24 سبتمبر في كتاب إلكتروني وصوتي مع قراءة كاميرون للكتاب الصوتي بنفسه. احتفظت شركة دار هاربر كولينز للنشر بالحقوق العالمية للكتاب. 
بيعت 20.792 نسخة من كتاب فور ذا ريكورد في الأسبوع الأول من طرحه للبيع، مما جعله في المرتبة الثانية بعد كتاب الوصايا لمارجريت أتوود في قوائم الكتب. 

## الاستقبال
كتب جيمس هانينغ كاتب سيرة كاميرون في صحيفة آي، إن "كتابه يعرض كل مهارات الحساسية والتواصل التي أظهرها في منصبه... يقال إن كاميرون لم يستمتع بكتابة هذا الكتاب، لكنه لا يشعر بذلك". وعلى الرغم من مطالبه، فهو يشعر بأنه كان يتمتع بمنصبه حتى يونيو/حزيران 2016". 
قارن جون رينتول كبير المعلقين السياسيين في ذي إندبندنت الكتاب بمذكرات توني بلير رحلة، وقال "كاميرون يطرح قضيته بأسلوب. الكتاب سهل القراءة مع بعض اللمسات اللطيفة التي تستنكر الذات". 
وصفت صحيفة التلغراف الكتاب بأنه "مكتوب بشكل جيد وواضح" وقالت يُحسب لكاميرون أن أهمية الأسرة تتألق في جميع أنحاء هذا الكتاب ... إنه يفصل تربية أرستقراطية مذهبة وإدواردية تقريبًا، نشأ في بيت قسيس في بيركشاير مع مربية، مدرسة داخلية في سن السابعة في إيتون، أكسفورد. تزوج من زوجة جميلة وداعمة، اهتزت سعادتهم بولادة ابن معاق إيفان الذي توفي السادسة من عمره. روايته لتلك المأساة مفجعة. 
قال جوناثان فريدلاند لصحيفة الغارديان إن الكتاب "يذكرك لماذا سيطر كاميرون على السياسة البريطانية لفترة طويلة. النثر مثله سلس وفعال. هناك بقع من الألوان مرحب بها". 
في صحيفة التلغراف وصفتها أليسون بيرسون بأنها "قضية شاملة (ومرهقة) للدفاع"، حيث يشبه المؤلف السائق الذي تسبب في لحظة جنون في تصادم هائل ويحاول إقناع هيئة المحلفين للتساهل معه وتقديم أدلة كثيرة على حسن السلوك السابق." 
كتب جورج أوزبورن في صحيفة إيفنينغ ستاندرد، المحرر ( ووزير الخزانة السابق في عهد كاميرون) أنها واحدة من أفضل المذكرات السياسية، قائلاً "لقد كان كتابه صعبا للغاية بالنسبة له للكتابة. لقد كان نوعًا ما المطهر بالنسبة له، بمدفوعا بشعور بالواجب بأن يشرح رؤساء الوزراء سبب قيامهم بما فعلو، وهذا هو السبب في أن هذا أمر جيد للغاية". وأوضح "لست محايدًا لأن كاميرون صديقي". 
في صحيفة تايمز وصف روبرت هاريس الكتاب بأنه ممارسة تقليدية في التبرر الذاتي وقال إن نشره "لا يمكن أن يكون في وقت أسوأ. كما لو أن ستانلي بالدوين زعيم آخر من حزب المحافظين، نشر مذكراته في ذروة الارتداد".